# Ga Si Kritha MRT
Ga Si Kritha (tiếng Thái: สถานีศรีกรีฑา) là một ga Bangkok MRT trên Tuyến Vàng. Nhà ga nằm trên Đường Srinagarindra tại quận Bang Kapi, Băng Cốc và là một từ ghép của tên đường Srinagarindra và Krungthep Kritha, nút giao tại nhà ga này. The station has four entrances. Nó được mở cửa ngày 12 tháng 6 năm 2023 như một phần chạy thử nghiệm giữa Hua Mak và Phawana.

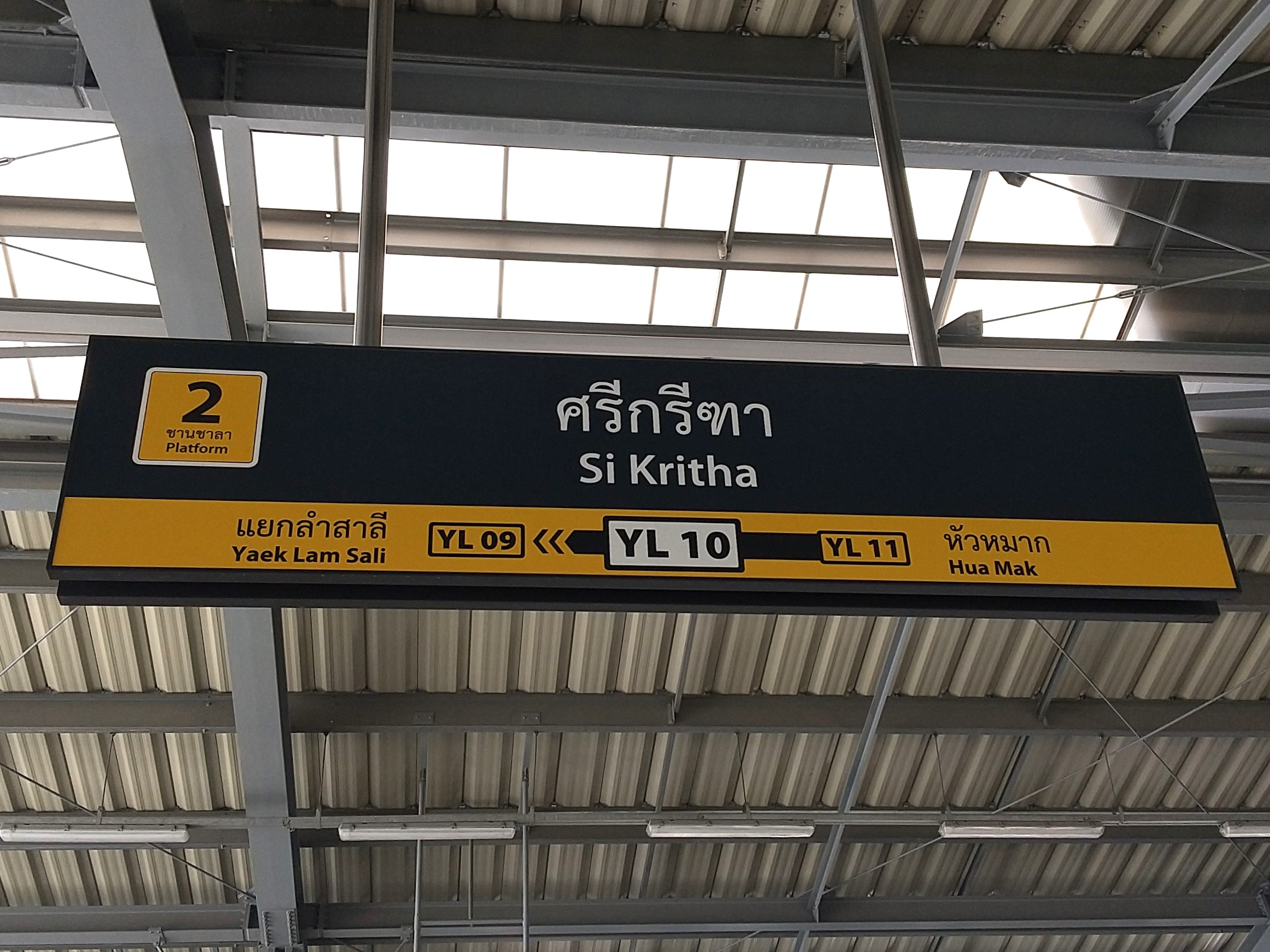
Bảng hiệu